# Fotogrammi d'argento alla miglior attrice televisiva
I Fotogrammi d'argento alla miglior attrice televisiva (Fotogramas de Plata a la mejor actriz de televisión) è un premio annuale assegnato dalla rivista spagnola Fotogramas.

## Vincitori

### Anni 1990
- 1991: Verónica Forqué - Eva y Adán: agencia matrimonial
- 1992: Carmen Conesa - Chicas de hoy en dia
- 1993: Concha Cuetos - Farmacia de guardia
- 1994: Anabel Alonso - Los ladrones se van a la oficina
- 1995: Maribel Verdú - Canguros
- 1996: Aitana Sánchez-Gijón - La Regenta
- 1997: Ana Duato - Medico de familia
- 1998: Lydia Bosch - Medico de familia
- 1999: Carmen Maura - A las once en casa

### Anni 2000
- 2000: Amparo Baró - 7 vidas
- 2001: Cristina Marcos - Un chupete para ella e El grupo[1]
- 2002: Ana Duato - Cuéntame cómo pasó[2][3]
- 2003: Ana Duato - Cuéntame cómo pasó[4]
- 2004: Loles León - Aqui no hay quien viva[5]
- 2005: Carmen Machi - 7 vidas[6]
- 2006: Carmen Machi - Aìda[7]
- 2007: Chiqui Fernández - Mujeres
- 2008: Carmen Machi - Aìda
- 2009: Patricia Vico - Hospital Central[8]

### Anni 2010
- 2010: Adriana Ugarte - La Señora[9]
- 2011: Blanca Suárez - El internado[10]
- 2012: Inma Cuesta - Águila roja[11]
- 2013: Michelle Jenner - Isabel[12]
- 2014: Adriana Ugarte - Il tempo del coraggio e dell'amore (El tiempo entre costuras)
- 2015: Michelle Jenner - Isabel
- 2016: Aura Garrido - El ministerio del tiempo
- 2017: Paula Echevarría - Velvet
- 2018: Malena Alterio - Vergüenza
- 2019: Najwa Nimri - Vis a vis[13]

### Anni 2020
- 2020
  - Toni Acosta - Señoras del (h)AMPA[14]
  - Candela Peña - Hierro
  - Aixa Villagrán - Vida perfecta
- 2021
  - Vicky Luengo - Antidisturbios[15]
  - Maggie Civantos - Vis a vis: El Oasis
  - Itziar Ituño - La casa di carta (La casa de papel)
- 2022
  - Najwa Nimri - La casa di carta (La casa de papel)[16]
  - Ana Rujas - Cardo
  - María Pujalte - Venga Juan
- 2023
  - Itziar Ituño - Intimidad
  - Maggie Civantos -  Express
  - Najwa Nimri - Sagrada familia
- 2024
  - Úrsula Corberó - El cuerpo en llamas
  - Ana Rujas - La mesías
  - Najwa Nimri - 30 monedas